# Kalambo (sito archeologico)
Kalambo è un sito archeologico dello Zambia, nei pressi delle cascate Kalambo.
La zona delle cascate, abitata da circa 250.000 anni, costituisce un importante sito archeologico. Gli scavi, iniziati nel 1953 da John Desmond Clark, hanno portato alla luce strumenti di pietra dell'età acheuleana e altri utensili, inclusa una clava di legno e strumenti da scavo. Le misurazioni al carbonio hanno permesso di stabilire che i reperti superano per età il limite massimo dei 50.000 anni, mentre la datazione con luminescenza, i resti di legno lavorato sono stati datati a circa 476.000 anni fa; i medesimi reperti lignei presentano tracce di lavorazione col fuoco. Reperti più recenti mostrano che dopo la tecnologia acheulana subentrarono quella sangoana e poi lupembana, correlate a quelle presenti nel bacino del fiume Congo. Seguirono culture magosiane (circa 10.000 anni fa) e di Wilton. Solo verso il IV secolo a.C. si insediarono nella zona popolazioni bantu.